# Tentopet
Tentopet (o Duatentopet) fou una reina d'Egipte, esposa principal de Ramsès IV. Probablement fou germanastra i esposa del faraó. Està possiblement enterrada a la tomba QV74 de la Vall de les Reines. Al temple de Khonsu a Karnak, Tentopet apareix amb aquest nom junt amb Ramsès III com una adoradora de la deïtat. En la inscripció a la tomba apareix sota el nom Duatentopet. El seu administrador Amenhotep està enterrat a la tomba tebana TT346.